# 劉雲瀚
劉雲瀚（1910年—1981年5月17日），江西大庾人，中華民國陸軍中將，在國軍派系中屬於陳誠的土木系。

## 生平
黄埔军校第七期毕业。1932年入陆军大学第十一期，毕业后入陆军大学研究院第四期，1937年2月任陆军大学兵学教官。抗日战争期间，历任武汉卫戍总司令部和抗日戰爭第九戰區及第六战区参谋处长、团长、师参谋长、國民政府軍事委員會政治部办公厅副主任、师长、中国远征军司令长官部副参谋长、军政部新疆供应局局长等职。战后历任军政部参事、國防部第一厅厅长等职，任新編第五軍軍长時參與了遼西會戰。1949年任长沙绥靖公署南昌指挥所副主任。同年9月任第十九軍軍长，參與了古寧頭戰役。
1950年5月随軍到台湾。先后任国防部战略计划研究会委员、参议。1952年6月任工兵學校校长。1953年11月任联防总部工程署署长。1957年任陆军供应司令部副司令。1964年转为预备役。1968年任光复大陆设计研究委员会编纂委员。1981年5月17日在台北病逝。
著作有《紀金門古寧頭之役》、《大陆光复后边防建设之研究》等。